# Rete 55
Rete 55 è una stazione televisiva italiana a diffusione regionale, con sede legale e operativa a Gornate Olona (VA).
Lanciata nel 1979 come emittente dedicata alla sola città di Varese, si è progressivamente ampliata arrivando a trasmettere (dapprima in tecnica analogica, poi in digitale terrestre) sul territorio di tutta la Lombardia; a causa del naturale sforamento del segnale, essa risulta tuttavia ricevibile anche nelle fasce di confine delle regioni italiane limitrofe (Piemonte orientale, Veneto e Trentino-Alto Adige occidentali, Emilia-Romagna settentrionale) e anche in Svizzera (parte meridionale di Ticino e Grigioni).

## Storia

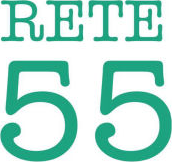
Logo fino ai primi anni 2010

Nel 1979 un gruppo di quattro amici di Varese, accomunati da un'esperienza pregressa in una radio libera, decidono di impiantare un'emittente televisiva nella città di appartenenza. In uno stabile di viale Belmonte opportunamente adattato nasce così TeleEuropa1, che inizia le trasmissioni sulla frequenza UHF 55 a diffusione cittadina e nell'hinterland. Il primo palinsesto propone telefilm, film e cartoni animati, mentre nelle interruzioni viene ripetuto il segnale di Telemontecarlo. Dopo aver mutato per un breve lasso di tempo il nome in TeleEuropa (salvo poi tornare al nome originario), la rete si consolida e si sposta sulla frequenza UHF 37, che le permette di estendere la propria area di copertura. 
Nei primissimi anni 1980 TeleEuropa1 (passata sotto il controllo della famiglia Squizzato) inizia a proporre i primi programmi autoprodotti, quali i rotocalchi d'attualità Ciao città, Parliamone: problemi di casa nostra, Varese in sport e il varietà Full play – Avanti c'è posto. Una larga fetta del palinsesto è dedicata alle telepromozioni, tra le quali spiccano per spazio e popolarità le trasmissioni dedicate alla cartomanzia. Nasce anche la redazione giornalistica, affidata a Antonio Marano ed Eraldo Benvenuti. 
Col passare degli anni il palinsesto si arricchisce: la rete inizia a proporre infatti la differita degli incontri di calcio del Varese e produce il programma comico Sbarbatissima, rivisitazione in chiave locale delle trasmissioni Risatissima e Premiatissima dell'emittenza nazionale. Con la collaborazione della rivista TV Sorrisi e Canzoni viene inoltre realizzato il talent show Touch down, dedicato alla ricerca di nuove leve in ambito cantautorale.
Verso il 1983 la stazione muta due volte denominazione, dapprima in Rete Varese 1 e poi in Rete 55, trasferendo la propria sede operativa in via Bainsizza, sempre a Varese.
A metà decennio è dagli schermi di Rete 55 che Umberto Bossi, leader della giovane Lega Lombarda, inizia a sfruttare il mezzo televisivo a fini propagandistici.
La copertura del segnale viene progressivamente estesa, arrivando a coprire gran parte della Lombardia e finanche l'area nord-orientale del Piemonte. Verso gli anni 1990 il target di Rete 55 viene inoltre rivolto in modo marcato verso l'informazione locale: nascono infatti in tale frangente il telegiornale e varie trasmissioni di approfondimento (in special modo sullo sport della provincia di Varese) e viene lanciato il teletext Televideo Varese.
Nel 1997 l'emittente si trasferisce nella più moderna e capiente sede di Gornate Olona e vede crescere notevolmente il numero dei propri telespettatori: viene infatti attivata anche la diffusione via cavo nel Canton Ticino. Alla direzione dei servizi giornalistici arriva Gianluigi Paragone, cui nel 2004 succede Matteo Inzaghi: è sotto la direzione di quest'ultimo che Rete 55 posiziona stabilmente il proprio palinsesto sull'informazione dell'intera Insubria e dell'Altomilanese, dedicando inoltre spazi e trasmissioni agli enti sociali, culturali ed economici del territorio in questione.
L'avvento del digitale terrestre vede il canale acquisire una copertura praticamente totale sul territorio della Lombardia, collocandosi sulla frequenza regionale UHF 42 (LCN 16): la nuova tecnologia consente inoltre di aprire ulteriori canali tematici come Rete 55 Sport, rete tematica dedicata allo sport dell'area varesina ed insubre. Nel 2014 la parte societaria viene riorganizzata nel soggetto giuridico Rete 55 Evolution, costituita al 99,9% da Rete 55 srl (precedente editore) e allo 0,1% da WTV srl, Mauro Morello (ex vicesindaco di Varese) e Lorenzo Airoldi (che ne è amministratore unico).
Nel corso del 2015 Rete 55 Evolution apre le sottoscrizioni a un prestito obbligazionario convertibile in azioni: dopo un tentativo andato a vuoto con Fondazione Comunitaria del Varesotto (ente filantropico legato a Fondazione Cariplo, coinvolto in quegli anni in vari investimenti di natura ambigua), la società riesce a ottenere 450 000 euro dalla Fondazione Molina, onlus attiva nel ramo delle RSA partecipata dal Comune di Varese.
Il 28 settembre 2016 l'emittente annuncia l'acquisto di una frequenza a carattere nazionale, dichiarando l'intenzione di attivare un canale dedicato all'economia; al contempo si prospetta la possibile cessione del pacchetto di controllo a una società di diritto cinese nel quadro della cosiddetta "nuova via della seta"; nulla di tutto ciò, all'atto pratico, viene realizzato. Di lì a poco, inoltre, l'Agenzia di Tutela della Salute (ATS) dell'Insubria decreta il commissariamento di Fondazione Molina, contestando (anche in relazione al prestito a Rete 55) «plurime irregolarità commesse dalla Fondazione nella propria gestione amministrativa e nell’affidamento dei servizi» e «l’adozione di iniziative di investimenti finanziari, di non lieve entità, da parte del presidente, in assenza di comunicazione e approvazione da parte del Cda e del revisore dei conti». Il ricorso del presidente del Molina, inizialmente accolto dal TAR, viene poi rigettato dal Consiglio di Stato, che accoglie la correttezza delle contestazioni di ATS. Si muove anche la giustizia ordinaria: la procura della Repubblica di Varese apre un fascicolo per peculato e peculato in concorso, ma il successivo processo, istruito anche su altre operazioni analoghe praticate dalla onlus, si conclude il 14 luglio 2022 con il non luogo a procedere sia per l'allora presidente del Molina, sia per i vertici di Rete 55. Nel mentre, entro il 2020 Rete 55 aveva proceduto a restituire integralmente l'importo ottenuto.
Ai primi del 2022, a seguito della transizione al nuovo standard della televisione digitale terrestre, il canale passa da UHF 42 (LCN 16) a LCN 88. Poco dopo, il 30 marzo, Rete 55 Evolution dichiara fallimento presso il tribunale di Varese, che autorizza il prosieguo dell'attività in regime di esercizio provvisorio. All'asta fallimentare, il controllo dell'emittente viene rilevato dalla società Totopartners s.r.l.
Nell'agosto del 2024 l'emittente torna visibile in Svizzera, questa volta in tutto il paese grazie all'inserimento del canale nell'offerta digitale di Swisscom TV.

## Programmi
Tutta la programmazione può essere consultata in streaming e on demand sul sito dell'emittente. Questi i programmi del palinsesto:
- 55 Sport
- 55 a canestro
- A tu per tu
- Acqua e ambiente
- Biancorossi e...
- Da Malpensa a Malpensa
- Farmacia fiducia
- Il dopopartita
- Il pensatoio
- Il prepartita
- Itinerari dello spirito
- La Bibbia della domenica
- La provincia informa
- Rubriche Meteo, Salute e Sport
- Seven
- TG7 (Busto, Gallarate e Varese)
- Varese a canestro
- Varese al centro
- Varese natura
- Varese nel cuore
- Varese salute
- Vediamoci chiaro

## Elenco ripetitori[12]

### Lombardia (UHF 24)
| Postazione                     | Comune  | Provincia |
| Colle Vedetta - Via Buttafuoco | Brescia | BS        |

### Lombardia (UHF 42)
| Postazione                       | Comune                       | Provincia |
| Maresana - Via Croce dei Morti   | Ponteranica                  | BG        |
| Valcava Passo                    | Torre de' Busi               | BG        |
| Monte Garnasca                   | Bellagio                     | CO        |
| Falchetto - Ai Piani             | Como                         | CO        |
| Santo Stefano - Via Crocicchio   | Crema                        | CR        |
| Binda - Via di Monterobbio       | Lecco                        | LC        |
| Monte San Clemente               | Caravate                     | VA        |
| Poggio Sant’Elsa                 | Laveno - Mombello            | VA        |
| Campo dei Fiori - Punta di Mezzo | Luvinate                     | VA        |
| Monte Borgna                     | Maccagno con Pino e Veddasca | VA        |
| Monte Marzio                     | Marzio                       | VA        |
| Monte Orsa                       | Viggiù                       | VA        |

### Piemonte (UHF 42)
| Postazione              | Comune | Provincia |
| Monte Mottarone Funivia | Stresa | VB        |